# 顏格
顏格（1432年—？），字宗正，福建漳州府龍溪縣人，明朝政治人物。同進士出身。

## 生平
福建鄉試第三十九名。成化二年（1466年）丙戌科會試第二百九十二名，殿試登進士第三甲第一百五十七名。

## 家族
曾祖顏克諧，舉人。祖父顏仕初。父亲顏洪川。